# Compsomantis
Compsomantis es un género de las mantis, de la familia Mantidae, del orden Mantodea, con las siguientes especies:

## Especies
- Compsomantis ceylonica
- Compsomantis crassiceps
- Compsomantis mindoroensis
- Compsomantis robusta
- Compsomantis semirufula
- Compsomantis tumidiceps